# Platysenta aeruginosa
Platysenta aeruginosa är en fjärilsart som beskrevs av William Schaus 1911. Platysenta aeruginosa ingår i släktet Platysenta och familjen nattflyn. Inga underarter finns listade i Catalogue of Life.